# Francesco Blando
Francesco Blando (né et mort à des dates inconnues) est un joueur de football italien, qui jouait en tant que milieu de terrain offensif.

## Biographie
Blando a commencé sa carrière dans le club de la Juventus, avec qui il a évolué durant deux saisons entre 1921 et 1923.
Il y a fait ses débuts lors d'un match contre le Milan AC le 9 avril 1922 lors d'un match nul 0-0, puis a joué sa dernière confrontation le 6 mai 1923 contre le Bologne FC lors d'un nul 2-2. Au total, il a en tout inscrit 12 en 21 matchs.
Il rejoint ensuite le club de Casale.

### Statistiques
| Saison         | Club           | Championnat     | Championnat | Championnat |
| Saison         | Club           | Compétition     | Matchs      | Buts        |
| -------------- | -------------- | --------------- | ----------- | ----------- |
| 1921-1922      | Juventus       | Prima Divisione | 1           | 0           |
| 1922-1923      | Juventus       | Prima Divisione | 21          | 11          |
| Total Juventus | Total Juventus |                 | 22          | 11          |
| Total carrière | Total carrière |                 | 22          | 11          |